# العلاقات اليابانية البلغارية
العلاقات اليابانية البلغارية هي العلاقات الثنائية التي تجمع بين اليابان وبلغاريا.

## مقارنة بين البلدين
هذه مقارنة عامة ومرجعية للدولتين:
| وجه المقارنة                                              | اليابان         | بلغاريا                                                                             |
| --------------------------------------------------------- | --------------- | ----------------------------------------------------------------------------------- |
| المساحة (كم2)                                             | 377.97 ألف      | 110.99 ألف                                                                          |
| عدد السكان (نسمة)                                         | 126.79 مليون    | 7.08 مليون                                                                          |
| الكثافة السكانية (ن./كم²)                                 | 335.45          | 63.79                                                                               |
| العاصمة                                                   | طوكيو           | صوفيا                                                                               |
| اللغة الرسمية                                             | اللغة اليابانية | اللغة البلغارية                                                                     |
| العملة                                                    | ين ياباني       | ليف بلغاري                                                                          |
| الناتج المحلي الإجمالي (بليون دولار)                      | 4.87 تريليون    | 56.83 مليار                                                                         |
| الناتج المحلي الإجمالي (تعادل القوة الشرائية) بليون دولار | 5.18 تريليون    | 130.99 مليار                                                                        |
| الناتج المحلي الإجمالي الاسمي للفرد دولار أمريكي          | 34.52 ألف       | 8.03 ألف                                                                            |
| الناتج المحلي الإجمالي للفرد دولار أمريكي                 | 36.62 ألف       | 17.21 ألف                                                                           |
| مؤشر التنمية البشرية                                      | 0.903           | 0.782                                                                               |
| رمز المكالمات الدولي                                      | +81             | +359                                                                                |
| رمز الإنترنت                                              | .jp             | .bg، .бг ‏                                                                           |
| المنطقة الزمنية                                           | توقيت اليابان   | ت ع م+02:00، ت ع م+03:00، أوروبا/صوفيا ‏، توقيت شرق أوروبا، توقيت شرق أوروبا الصيفي ‏ |

## مدن متوأمة
في ما يلي قائمة باتفاقيات التوأمة بين مدن يابانية وبلغارية:
- ترتبط تويو أكه مع بلغاريا باتفاقية توأمة.
- ترتبط فوكوياما مع كازنلاك باتفاقية توأمة.
- ترتبط أوكاياما مع بلوفديف باتفاقية توأمة.

## منظمات دولية مشتركة
يشترك البلدان في عضوية مجموعة من المنظمات الدولية، منها:
| علم المنظمة | اسم المنظمة                               | تاريخ انضمام اليابان | تاريخ انضمام بلغاريا |
| ----------- | ----------------------------------------- | -------------------- | -------------------- |
|             | مجموعة الموردين النوويين                  | ?                    | ?                    |
|             | يونسكو                                    | 2 يوليو 1951         | 17 مايو 1956         |
|             | الفريق المعني برصد الأرض                  | ?                    | ?                    |
|             | مؤسسة التمويل الدولية                     | 20 يوليو 1956        | 22 يوليو 1991        |
|             | المركز الدولي لتسوية المنازعات الاستشارية | 16 سبتمبر 1967       | 13 مايو 2001         |
|             | منظمة حظر الأسلحة الكيميائية              | ?                    | ?                    |
|             | منظمة التجارة العالمية                    | ?                    | 1 ديسمبر 1996        |
|             | مجموعة أستراليا                           | 1985                 | 2001                 |
|             | نظام تحكم تكنولوجيا القذائف               | 1987                 | 2004                 |
|             | وكالة ضمان الاستثمار متعدد الأطراف        | 12 أبريل 1988        | 23 سبتمبر 1992       |
|             | الاتحاد البريدي العالمي                   | ?                    | ?                    |
|             | الاتحاد الدولي للاتصالات                  | 29 يناير 1879        | 18 سبتمبر 1880       |
|             | منظمة الشرطة الجنائية الدولية             | ?                    | ?                    |
|             | الأمم المتحدة                             | 18 ديسمبر 1956       | 14 ديسمبر 1955       |
|             | البنك الدولي للإنشاء والتعمير             | 13 أغسطس 1952        | 25 سبتمبر 1990       |

## وصلات خارجية
- موقع وزارة الخارجية اليابانية
- موقع وزارة الخارجية البلغارية